# Xã Victory, Quận Guthrie, Iowa
Xã Victory (tiếng Anh: Victory Township) là một xã thuộc quận Guthrie, tiểu bang Iowa, Hoa Kỳ. Năm 2010, dân số của xã này là 861 người.